# Ludwig von Kloeden
Karl Friedrich Ludwig von Kloeden (* 8. Februar 1822 in Wilsnack; † 25. Oktober 1898 in Berlin) war preußischer Generalleutnant und Kommandant der Festung Königsberg.

## Leben

### Herkunft
Ludwig entstammte dem Adelsgeschlecht von Kloeden. Seine Eltern waren der preußische Major a. D. Ludwig von Kloeden (1769–1829) und dessen Ehefrau Marie Dorothea Katharina geb. Möhring (1793–1859).

### Werdegang
Nach dem Besuch der Kadettenhäuser in Potsdam und Berlin wurde Kloeden am 9. August 1840 als Sekondeleutnant dem Garde-Reserve-Infanterie-Landwehr-Regiment der Preußischen armee überwiesen. Ab Mitte Mai 1846 war er zur Schulabteilung kommandiert und wurde dort ab Oktober 1847 als Adjutant und untersuchungsführenden Offizier verwendet. Während der Mobilmachung war er vom 26. November 1850 bis zum 15. Februar 1851 wieder bei seinem Stammregiment. Unter Entbindung von seinem Kommando wurde Kloeden am 22. Mai 1852 zum  Adjutant des II. Bataillons ernannt. Mit der Beförderung zum Premierleutnant  folgte am 12. Oktober 1852 seine Kommandierung als Adjutant zum Kadettenkorps. Am 21. November 1855 wurde Kloeden unter Stellung à la suite seines Regiments als Abteilungsvorstand zum Kadettenhaus in Potsdam kommandiert und am Ende November 1856 unter Belassung in seinem Kommando zum Hauptmann befördert und à la suite des 13. Infanterie-Regiments gestellt. Mit der Ernennung zum Kompaniechef im Kaiser Alexander Grenadier-Regiment trat er am 31. Mai 1860 in den Truppendienst zurück. Am 22. September 1863 wurde Kloeden erneut zum Kadettenkorps kommandiert und mit der Wahrnehmung der Geschäfte als etatsmäßiger Stabsoffizier beim Kadettenhaus in Berlin beauftragt. Am 30. April 1864 avancierte er zum Major und rückte zum etatmäßigen Stabsoffizier auf. Anschließend kam er am 31. Oktober 1866 als Kommandeur des I. Bataillons in das 1. Thüringische Infanterie-Regiment Nr. 31. Am 22. März 1868 erfolgte dort seine Beförderung zum Oberstleutnant.
Für die Dauer der Mobilmachung anlässlich des Krieges gegen Frankreich wurde er am 18. Juli 1870 Kommandeur des 3. Thüringischen Infanterie-Regiment Nr. 71 und nahm an den Kämpfen bei Beaumont, Sedan, Pierrefitte und Epinay sowie der Belagerung von Paris teil. Am 18. Januar 1871 wurde Kloeden zum Oberst befördert und ausgezeichnet mit beiden Klassen des Eisernen Kreuzes nach dem Vorfrieden von Versailles am 29. März 1871 zum Regimentskommandeur ernannt.
Unter Stellung à la suite seines Regiments erfolgte am 16. März 1872 seine Ernennung zum Inspekteur der neugebildeten Inspektion der Infanterieschulen. In dieser Stellung erhielt Kloeden am 1. Dezember 1874 den Rang und die Gebührnisse eines Brigadekommandeurs sowie am 18. Januar 1875 die Beförderung zum Generalmajor. Vom 28. September 1875 bis zum 1. Oktober 1878 war er zugleich in Vertretung Mitglied des Gerichtshofes für Kompetenzkonflikte. Nach einer Verwendung vom 5. Februar 1878 bis zum 11. März 1881 als Kommandeur der 39. Infanterie-Brigade in Hannover wurde Kloeden Kommandant von Königsberg und am 30. März 1881 zum Generalleutnant befördert. Anlässlich des Ordensfestes erhielt er im Januar 1883 den Stern zum Roten Adlerorden II. Klasse mit Eichenlaub und Schwertern am Ringe. In Genehmigung seines Abschiedsgesuches wurde er am 15. Oktober 1885 unter Verleihung des Kronen-Ordens I. Klasse mit der gesetzlichen Pension zur Disposition gestellt.
Er starb am 25. Oktober 1898 in Berlin und wurde am 29. Oktober 1898 auf dem Friedhof in der Hasenheide beigesetzt.

### Familie
Kloeden heiratete am 15. Februar 1849 in Potsdam Ida Weigand (1828–1892), welche ebenfalls auf dem Friedhof Hasenheide beigesetzt wurde. Das Paar hatte mehrere Kinder:
- Georg (1849–1929), preußischer Generalmajor und Abgeordneter ⚭ 1878 Theodora von Ungern-Sternberg (1857–1934)[1]
- Elise (1851–1888)
- Friedrich (1853–1866)
- Charlotte (* 1854)
- Ida (* 1857)
- Friedrich (1859–1912), preußischer Oberstleutnant a. D. ⚭ Elisabeth Schulze
- Walter (1863–1891), Leutnant im 1. Seebataillon
- Klotilde Marie Elise (* 1869).